# Ridder
Ridder (kazakiska och ryska: Риддер) är en stad i nordöstra Kazakstan. Staden ligger i regionen Östkazakstan, nordöst om Öskemen, nära gränsen mot Ryssland, och är belägen på floden Ulba på cirka 800 meters höjd vid Altajbergens sydvästra utlöpare.
Staden hade 51 975 invånare år 2006, vilket är en nedgång jämfört med de cirka 71 000 invånarna år 1972, något som till stor del beror på utflyttningen av ryssar och tyskar sedan Sovjetunionens fall. Stadsdistriktet, som utöver staden även inbegriper en annan tätort samt arton byar, har sammanlagt 62 000 invånare (år 2004). Etniskt domineras staden fortfarande av ryssar, vilka utgör 88,1 procent; andra grupper är kazaker på 6,1 procent, tyskar på 1,6 procent, ukrainare på 1,3 procent, tatarer på 1,1 procent, vitryssar på 0,4 procent, samt resterande 1,4 procent andra etniciteter. Utöver emigration bidrar även den negativa tillväxten (10,3 födda versus 19,5 döda per tusen invånare år 2003) till sjunkande invånartal.
Bland näringar märks gruvbrytning, metallindustri med framställning av bly och zink, samt trä-, klädes-, mat- och mekanisk industri. Den längsta europavägen, E40, slutar i staden. Staden är även förbunden med Turkestan-sibiriska järnvägen.
Staden har fått sitt namn efter Filipp Ridder, en rysk bergsingenjör och generalmajor av livländsk-tysk härkomst som upptäckte fyndigheter av guld, silver, koppar och bly på orten år 1786; gruvbrytning inleddes 1791. Ridder fick stadsrättigheter 1934. Den hade namnet Leninogorsk (ryska: Лениногорск; kazakiska: Лениногор, Leninogor) från 1941 till 2002.